# لوری کین
لورنس کیمبرلی برت "لوری" کین (انگلیسی: Lawrence Kimberley Brett "Laurie" Keene؛ زاده ۲ ژانویه۱961) فوتبالیست سابق فوتبال استرالیایی است؛ که برای تیم West Coast Eagles در VFL / AFL بازی کرد.